# Cantone di Louvigné-du-Désert
Il Cantone di Louvigné-du-Désert era una divisione amministrativa dell'arrondissement di Fougères-Vitré.
A seguito della riforma approvata con decreto del 18 febbraio 2014, che ha avuto attuazione dopo le elezioni dipartimentali del 2015, è stato soppresso.

## Composizione
Comprendeva i comuni di:
- La Bazouge-du-Désert
- Le Ferré
- Louvigné-du-Désert
- Mellé
- Monthault
- Poilley
- Saint-Georges-de-Reintembault
- Villamée